# 红腿斑秧鸡
红腿斑秧鸡（学名：Rallina fasciata），或稱紅腿斑秧雞、栗喉斑秧雞或南洋大秧雞，为秧鸡科斑秧鸡属的鸟类，棲息於東南亞的低海拔平原，模式产地位於苏门答腊西部。

## 描述
這是一種中大型的秧雞（長度為24厘米）。牠的頭部、頸部和胸部為紅棕色，喉部顏色較淡。上半部為灰棕色。下半部和翼下有黑白條紋。喙為綠色，腿為紅色。

## 分佈與棲地
分佈於遠東北部印度東北部、東部孟加拉、緬甸、泰國、馬來半島、婆羅洲和印尼。曾有記錄顯示牠為西北澳大利亞的迷鳥。牠們棲息於靠近永久性濕地的茂密植被中。

## 行為

### 繁殖

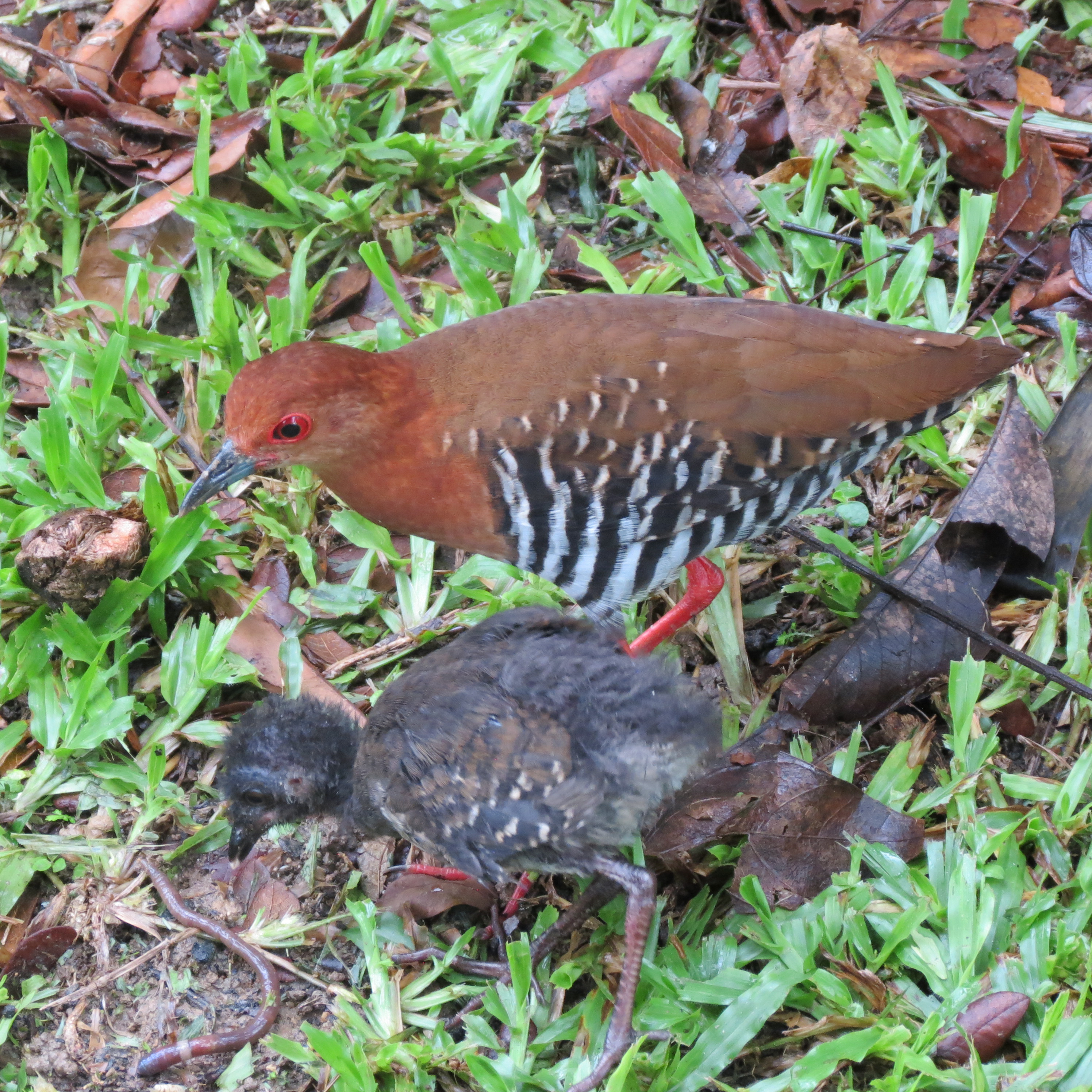
Red-legged crake and chick

牠們每窩產下3-6枚淡白色的蛋。

### 鳴聲
發出一系列逐漸下降的低鳴、尖叫和咕嚕聲。

## 保育狀況
由於分佈範圍廣泛且無顯著下降的證據，該物種被評估為無危。